# Nikon D600
Nikon D600 är en digital spegelreflexkamera med fullformatssensor med en upplösning på 24,3 megapixel för avancerade entusiaster till professionella fotografer. Den tillkännagavs i september 2012 och började säljas strax därefter. Vid lanseringen var den den billigaste fullformatskameran på marknaden.
D600 är lika väderbeständig som proffskameran Nikon D800 och påfallande lätt. Kamerahuset väger endast 760 gram.
D600 använder samma EXPEED-3 bildhanteringssystem som de större proffskamerorna Nikon D4 och D800-serien, med ett mycket brett dynamiskt omfång.

## Positiva recensioner
D600 har fått genomgående positiva recensioner av oberoende fototidningar världen över. Man lyfter framför allt fram kamerans pris i förhållande till fullformatskamerans fördelar och bildkvalitet.
Den utgör en blandning av Nikons mest avancerade konsumentmodell D7000 och proffskameran D800 men ligger i en både lägre vikt- och prisklass än den senare. Dock har D600 mer gemensamt med D800 än med D7000: stor CMOS-bildsensor, fler megapixlar, bättre ISO, brusomfång och bilddynamik. Eller som en recensent uttryckte det: "The D600 is the mostly same thing as the D800, packed into the smaller body with the improved ergonomics of the D7000".
Till nackdelarna brukar nämnas den mindre multiväljaren på baksidan och den otympligare funktionsratten på ovansidan, i jämförelse med D800-modellen.

## Egenskaper i urval
- Fullformatssensor med 24,3 miljoner pixlar.
- Exponeringsmätning 91 000 punkter.
- 39-punkters autofokus.
- Filmning i full-HD 1080p.
- EXPEED 3 bildhanteringssystem.
- Dubbla minneskortsplatser.
- Stabilt och vädertätat kamerahus. Överdel och bakstycke i magnesiumlegering och förstärkt skydd mot fukt och damm.
- HDR (High Dynamic Range): För kontrastrika scener. Tar två bilder vid ett enda tryck på avtryckaren och skapar en bild med ett extremt brett dynamiskt omfång, mindre brus och livfulla färgövergångar.
- Aktiv D-Lighting: Fångar fler detaljer i situationer med starkt ljus och stora kontraster.
- System för motividentifiering.
- Intervallfotografering och timelapse-filmning: För att spara bilder som filmer och se långsamma händelser snabbspolas, 24 till 36 000 gånger snabbare än normalt.
- Picture Controls: Anpassar utseendet på bilder och filmer genom att finjustera parametrar som skärpa, mättnad och nyanser innan fotograferingen.
- 5,5 bps serietagning.
- Tyst fotograferingsläge.
- Trådlös överföring.
- Förhandsgranskning av skärpedjup.
- Inbyggd blixt.
- Livevisningslägen.[5]